# Guadalupe, Arizona
Guadalupe är en stad (town) i Maricopa County, i delstaten Arizona, USA. Enligt United States Census Bureau har staden en folkmängd på 5 614 invånare (2011) och en landarea på 2,1 km².